# Candice Michelle
Candice Michelle Beckman-Ehrlich (nascida em 30 de setembro de 1978), mais conhecida como Candice Michele,
é uma lutadora de wrestling profissional mais conhecido por seu trabalho na WWE.

## Carreira

### 2004
Candice Michelle veio à WWE como uma candidata no Diva Search de 2004. Embora não ganhasse, a WWE empregou-a de qualquer maneira. No início, Candice Michelle não teve muito a fazer no programa. Nos diversos anos seguintes, foi treinada como uma wrestler e começou a fazer mais trabalho.

### 2005
Foi transferida para a Smackdown dia 30 de junho. Lá envolveu-se em uma storyline com Melina e Torrie Wilson. Em 2005, Candice e Torrie eram consideradas "heels", portanto fizeram uma aliança com Victoria que chamou-se Ladies in Pink (mais tarde Vince's Devils). Continuou a rivalidade do grupo com Ashley Massaro até Trish Stratus, após uma lesão, voltar e ajudar Ashley contra as Vince's Devils. Em novembro, Candice assinou com a Playboy. Outro fato interessante ocorrido durante o ano foi a eliminação da diva no Battle Royal do Taboo Tuesday. Eliminada por Ashley, perdera a chance de ganhar o cobiçado WWE Women's Championship.

### 2006
Posou para a revista Playboy, que lançara o seu ensaio em abril de 2006.

### 2007
Fora campeã feminina após vencer Melina no PPV Vengeance: Night of Champions. Criaram-se "storylines" onde Candice e Mickie James possuíam rivalidades com Melina e Beth Phenix.

### 2008
No começo de 2008, Candice lesionou-se em uma luta contra Beth Phoenix.
A diva retornou oficialmente ao RAW, lutando ao lado de Mickie James e Kelly Kelly contra Jillian Hall , Beth Phoenix e Katie Lea Burchill. Ganhou o time "face" após Candice aplicar o pin em Beth. A diva, então, ganhou outra chance de ser campeã feminina no PPV No Mercy, porém acabou perdendo para Beth Phoenix após o finisher Glam Slam. Colocou-se em terceiro lugar no Survivor Series, onde eliminou Natalya e Maria. Fora, então, eliminada por Maryse, que logo perdera para Beth Phoenix, consagrando a vitória às RAW Divas.

### 2009
No WWE Draft de 2009, foi transferida para o SmackDown. A wrestler não chegou a estrear em tal devido a uma lesão no seu tornozelo causada por Rosa Mendes. Após Beth Phoenix reverter o seu "Candywrapper" em um "Glam Slam", Candice perdera a luta e fora "jogada" para fora do ringue por Rosa. Devido às lesões seguintes da diva, Candice Michelle foi liberada da WWE em 19 de junho.

### 2010
Candice Michelle anunciou, em sua página pessoal, estar esperando um bebê para Maio de 2010. Havia sido prometida aos fãs uma grande surpresa e, quando todos esperavam por notícias sobre uma ida à Total National Action Wrestling (TNA) ou alguma participação em um reality show, a ex-diva surpreendeu afirmando estar grávida. Disse, também, que estava muito feliz com essa nova etapa da sua vida. Em 23 de Maio nasceu Akianne Rose, a primeira criança de Candice.

### 2011
Candice Michelle comunicou, mais uma vez, que divulgaria outra grande surpresa aos fãs. Esperava-se, mais uma vez, a volta de uma das "Classic Divas" da WWE, porém a ex-wrestler anunciou estar grávida pela segunda vez. Infelizmente, em 22 de fevereiro de 2011, foi confirmado que a diva sofrera um aborto espontâneo.

### 2012
Para a felicidade daqueles que viam-se comovidos à situação de Candice, em maio de 2012 foi confirmada outra gravidez. Nascia, em 20 de outubro de 2012, Ryumi Grace, a segunda filha da ex-diva.

## Títulos e prêmios
- Revista Playboy
  - Cover girl - Abril de 2006[7]

- Pro Wrestling Illustrated
  - PWI Wrestler-Surpresa em 2007[8]
  - PWI Lutadora do Ano em 2007[8]
  - PWI a colocou como #10 das 50 melhores wrestlers femininas de 2008.[9]

- WWE
  - WWE Women's Championship (1 vez)[10]
  - WWE 24/7 Championship (1 vez)